# Ellington (Nowy Jork)
Ellington – miasto w Stanach Zjednoczonych, w stanie Nowy Jork, w hrabstwie Chautauqua.